# Ван ден Берг, Руне
Руне ван ден Берг (нидерл. Rune Van Den Bergh; род. 27 января 2003) — бельгийский футболист, полузащитник клуба «Гент».

## Клубная карьера
Ван ден Берг — воспитанник клубов «Брюгге», «Ауденарде» и «Гент». 23 октября 2022 года в матче против «Серена» он дебютировал в Жюпиле лиге. 